# Grote sperwerkoekoek
De grote sperwerkoekoek (Hierococcyx sparverioides) is een koekoekssoort uit het geslacht Hierococcyx. Deze soort parasiteert op zangvogels.

## Beschrijving
De grote sperwerkoekoek is 40,5 cm lang. Het is een grote koekoek met relatief korte ronde vleugels waardoor hij sterk lijkt op een sperwer. De vogel is van boven vrij donker, bruinachtig grijs en heeft van onder een opvallende horizontale streping. Bij de keel iets bruinig, zonder scherpe afscheiding richting de buik. Vooral het geluid is kenmerkend, dat is een luid, verdragend pie-pìe-ha (klemtoon op tweede lettergreep), voortdurend herhalend, steeds sneller, wat nogal aanstellerig klinkt.

## Verspreiding en leefgebied
De grote sperwerkoekoek komt voor in het groot gebied dat reikt van de Himalaya, door Zuid-China, Hainan en Taiwan. Het is een vogel van montaan bos tot op een hoogte van 1800 m boven de zeespiegel. Het is een trekvogel die 's winters wordt gezien in de Indische Archipel tot op de Filipijnen. Hoewel er op Borneo maar vijf bevestigde waarnemingen zijn.

## Status
De grote sperwerkoekoek heeft een groot verspreidingsgebied en daarom is de kans op uitsterven uiterst gering. De grootte van de populatie is niet gekwantificeerd. De vogel is plaatselijk algemeen en er is geen aanleiding te veronderstellen dat de soort in aantal achteruit gaat. Om deze redenen staat de grote sperwerkoekoek als niet bedreigd op de Rode Lijst van de IUCN.